# Мкртчян Папік Григорович
Папік Григорович Мкртчян (25 грудня 1901, село Брнакот Еріванської губернії, тепер Вірменія — покінчив життя самогубством у листопаді 1937) — вірменський радянський діяч, секретар ЦК КП(б) Вірменії із транспорту.

## Життєпис
Навчався у Вірменській духовній семінарії в місті Ечміадзіні.
Член РСДРП(б) з листопада 1917 року.
З 1918 року брав участь у революційній роботі в місті Баку. Був заарештований, у 1919 році утік із в'язниці.
У 1920 році — керівник революційної молодіжної організації «Спартак» у місті Ново-Баязет Еріванської губернії. У 1920 році заарештований вірменською владою, висланий із Вірменії.
У 1920-х роках — відповідальний секретар Діліжанського повітового комітету КП(б) Вірменії; відповідальний секретар Ахтинського комітету КП(б) Вірменії; відповідальний секретар Лорі-Памбацького районного комітету КП(б) Вірменії.
Навчався на економічному відділенні Інституту Червоної професури в Москві.
У грудні 1931 — серпні 1933 року — секретар ЦК КП(б) Вірменії із транспорту та завідувач організаційно-інструкторського відділу ЦК КП(б) Вірменії.
У 1933—1936 роках — начальник політичного відділу Луганського залізничного району Української СРР; начальник політичного відділу Красно-Лиманського відділення служби експлуатації Донецької залізниці.
З травня 1936 по вересень 1937 року — начальник політичного відділу Південно-Західної залізниці в Києві.
У листопаді 1937 року покінчив життя самогубством.

## Нагороди
- орден Леніна (4.04.1936)